# Xã Phillipsburg, Quận Laclede, Missouri
Xã Phillipsburg (tiếng Anh: Phillipsburg Township) là một xã thuộc quận Laclede, tiểu bang Missouri, Hoa Kỳ. Năm 2010, dân số của xã này là 1.807 người.